# Rajd Śląska 2017
1. Rajd Śląska – 1 edycja Rajdu Śląska. To rajd samochodowy, który był rozgrywany od 13 do 15 października 2017 roku. Bazą rajdu było miasto Chorzów. Była to szósta runda rajdowych samochodowych mistrzostw Polski w roku 2017.

## Wyniki końcowe rajdu[1]
| Miejsce | Kierowca           | Pilot               | Samochód                 | Czas      | Strata  | Grupa Klasa | Punkty |
| ------- | ------------------ | ------------------- | ------------------------ | --------- | ------- | ----------- | ------ |
| 1       | Tomasz Kasperczyk  | Damian Syty         | Ford Fiesta R5           | 1:19:52,3 | –       | 2           | 25+3   |
| 2       | Mikołaj Marczyk    | Szymon Gospodarczyk | Subaru Impreza STi N15   | 1:21:48,2 | +1:55,9 | Open N      | 18+1   |
| 3       | Łukasz Kotarba     | Grzegorz Dachowski  | Mitsubishi Lancer Evo IX | 1:22:04,1 | +2:11,8 | Open N      | 15     |
| 4       | Dominykas Butvilas | Kamil Heller        | Škoda Fabia R5           | 1:23:05,4 | +3:13,1 | 2           | 12+2   |
| 5       | Marcin Słobodzian  | Jakub Wróbel        | Subaru Impreza STi N15   | 1:23:09,2 | +3:16,9 | Open N      | 10     |
| 6       | Tomasz Gryc        | Michał Kuśnierz     | Peugeot 208 R2           | 1:25:26,5 | +5:34,2 | 4           | 8      |
| 7       | Jacek Jurecki      | Michał Trela        | Peugeot 208 R2           | 1:25:47,3 | +5:55,0 | 4           | 6      |
| 8       | Grzegorz Bonder    | Jakub Gerber        | Renault Clio RS R3T      | 1:26:44,9 | +6:52,6 | 3           | 4      |
| 9       | Paweł Krysiak      | Paweł Gacek         | Ford Fiesta R2           | 1:28:33,5 | +8:41,2 | 4F          | 2      |
| 10      | Dariusz Lamot      | Jarosław Hryniuk    | Peugeot 208 R2           | 1:28:44,7 | +8:52,4 | 4           | 1      |